# Classe Goryn
La Classe Goryn est une classe de remorqueurs, navire de sauvetage et bateau-pompe de la marine russe.

## Description
La classification russe pour ce genre de navire est MB (Morskoy Buksir: remorqueur de haute mer).
Les unités opératives sont MB-35, MB-119 (Flotte de la Baltique), MB-36 (Flotte de la Mer noire), MB-38 (Flotte du Nord), MB-18 et MB-32.
Il y a trois unités de la classe classifiée comme remorqueur de sauvetage (projet 563S), pratiquement identiques aux autres. Pour ses navires, la classification est  SB (Spastel'niy Buksir: rermorqueur de sauvetage).
- SB-365, SB-523 (Flotte du Nord)
- SB-522 (Flotte du Pacifique)